# 游善鈞
游善鈞（1987年—），台灣詩人、小說家。國立中央大學經濟系、國立台北教育大學語創所畢業。曾獲時報文學獎、林榮三文學獎、香港青年文學獎等。 入選向陽主編之《新世紀新世代詩選》。

## 得獎經歷
2012竹塹文學獎－現代詩首獎〈井口的風聲〉
2012林語堂文學獎－新詩組佳作〈暗房〉
2012第三十五屆時報文學獎－散文組評審獎〈開始寫這篇文章〉
2012年第三十九屆香港青年文學獎－散文高級組亞軍〈娃娃魚〉
2013年第一屆全國大專校院學生海洋文學獎－散文組首獎〈濱海公路的車痕〉
2013年第一屆全國大專校院學生海洋文學獎－新詩組首獎〈海的故事〉
2013年第一屆中國好劇本－優秀獎〈三餐〉
2013年第二屆台中文學獎－新詩組第二名〈地心〉
2013年打狗鳳邑文學獎－短篇小說組評審獎〈浴〉
2013年打狗鳳邑文學獎－散文組優選〈手勢〉
2013年吳濁流文學獎－短篇小說組首獎〈牆〉
2013年第三十五屆聯合報文學獎－極短篇組優選〈食療〉
2014年華研歌詞創作大賽－作詞組第三名〈遠近之間〉
2014年教育部文藝創作獎－短篇小說組優選〈金屬的溫度〉
2014年第十屆雲林文化藝術獎－短篇小說組首獎〈陰暗裡的木雕〉
2015年第十一屆雲林文化藝術獎－散文組首獎〈魚缸〉
2016年第十二屆雲林文化藝術獎－短篇小說組首獎〈夏日釣場〉
2015年第八屆林語堂文學創作獎－短篇小說組貳獎〈留〉
2015年第四屆噶瑪蘭‧島田莊司推理小說獎－入圍複選《神的載體》
2016年鍾肇政文學獎－新詩組貳獎〈伐木者之心〉
2016年第四屆台灣詩學詩獎－優等獎〈生不如死的事〉
2015年第三十七屆優良電影劇本－優等《就像感冒一樣》
2016年第三十八屆優良電影劇本－特優《只剩下輪廓》
2017年尖端第三屆原創小說大賞－特別獎《隨機魔》
2017年桃園鍾肇政文學獎－短篇小說組副獎〈浮出水面〉
2017年第九屆拍台北劇本獎－貳獎銀劇本獎《觸鍵》
2017年第二十屆台北文學獎－評審獎〈少女斜巷〉
2017年第十三屆林榮三文學獎－散文組二獎〈男人的手肘〉
2017年《神的載體》入選文化部106年度推薦改編劇本
2018第三屆華文推理大獎入圍〈長出手的維納斯〉
2018年《虛假滿月》入選107年度臺灣文學館「文學好書推廣專案」
2019第三屆周夢蝶詩獎－首獎《水裡的靈魂就要出來》
2020年第十六屆林榮三文學獎－新詩組首獎〈感覺那根針還在〉
2021年第十七屆林榮三文學獎－新詩組首獎〈褪色的馬〉
2021年度《虛假正義》獲推薦中小學生優良課外讀物
2021第四十三屆優良電影劇本－首獎《為我辦一場西式的喪禮》
短篇小說集《霧鎖》獲得國藝會創作補助

## 小說出版
《骨肉》寶瓶文化2015
《神的載體》要有光2016
《送葬的影子：大吾小佳事件簿》要有光2017
《虛假滿月》要有光2018
《隨機魔》尖端2018
《完美人類》鏡文學2019
《瞬間正義》鏡文學2020
《空繭》要有光2021
《為我辦一場西式的喪禮》時報2024

## 詩集出版
《水裡的靈魂就要出來》時報2020
《還可以活活看》時報2022
《新世紀新世代詩選》九歌2022

## 編劇作品
電影《亡命之徒》2019
動畫影集《未來宅急便》2021
電影《（真）新的一天》2023
電影《為我辦一場西式的喪禮》2024

## 導演作品
2024年第46屆金穗影展觀摩影片－《早安》